# Cmentarz żydowski w Markach
Cmentarz żydowski w Markach – został założony prawdopodobnie w okresie międzywojennym, przed wybuchem II wojny światowej dokonano na nim niewielu pochówków. Do naszych czasów nie zachowały się żadne nagrobki.